# حق الجميع في حكم الدولة
حق الجميع في حكم الدولة هو أحد أشكال الحكم حيث يتمتع جميع المواطنين بسلطة سياسية متساوية. ولقد اشتق المصطلح من الكلمة اليونانية "ἴσος" التي تعني «متساوٍ» ومن كلمة "κρατεῖν" التي تعني «امتلاك القوة» أو «أن تحكم».
يمتد حكم الدولة من الحق القانوني في تساوي الحقوق السياسية إلى النظم السياسية والاقتصادية ومن المساواة أمام القانون إلى المساواة في الحكم. ولتحقيق ذلك، يجمع حكم الدولة ما بين سمات الحقوق الحرة ومن هم في الحكم الديمقراطي وينطلق من هذه النقطة. وبحسب الحركة السياسية الناشئة التي تحمل الاسم نفسه  يجمع مصطلح حق الجميع في حكم الدولة ما بين الملكية الشخصية، وما يستتبعها من الموافقة المبنية على علم والموارد الطبيعية باعتبارها مصدرًا للدخل العام.
أضف إلى ذلك، يدعي حق الجميع في حكم الدولة أنه يتجنب الانتقادات الشائعة بحق الديمقراطية (مثل استبداد الأغلبية وديماغوجيا) وذلك بتقييد الحكم العام بالنطاق العام والحكم الخاص بالنطاق الخاص. ومع تضمين أساليب الحماية في الدساتير، وبهذا لا تكون عرضة لأهواء الرأي العام، يكون حكم الدولة علمانيًا، وجمهوريًا ولا يقر التمييز على أساس العرق أو الجنس إلخ.
من الناحية التنظيمية، يؤيد نظام حكم الدولة الشبكة الاتحادية، ويؤيد التنظيم الاقتصادي التكافلي. وفيما يتعلق بزعم أن الجيش والشركة أدوات لنظام الحكم الطبقي، يؤيد نظام حكم الدولة أيضًا أن السلم العام والدفاع والخدمات الطارئة يمكن إدارتها من خلال الميليشيا الشاملة.
لقد أدى الجمع بين هذه الميزات إلى زعم أنصار حكم الدولة أنهم يمثلون «العناصر المثلى للتقاليد الحديثة للفكر الليبرالي والاشتراكي والفوضوي.»
لقد ورد أول استخدام مسجل لهذا المصطلح على يد سيدني سميث عام 1845، حينما عبر عن معارضته لفكرة الحكم المتساوي لـ «جميع وحدات المجتمع»، فأشار سميث إلى أنه لا ينبغي أن يحصل الشباب على نفس سلطة الكبار، وتحدى أنصار حكم الدولة أن يعلنوا تأييدهم للحقوق السياسية للمرأة وحقها في التصويت، والذي كان يعتبر موقفًا متطرفًا في حينه. وهناك ورود مبكر لهذا المصطلح على يد منظمة سياسية وكان ذلك على يد جرانت ألان عند تأسيس حزب العمل المستقل، عندما كان يدعو لحصول المواطنين على حقوق متساوية. ويجمع تاريخ حزب العمال المستقل ما بين الليبرالية والاشتراكية السوقية والجمعيات التعاونية:
«نحن نؤمن بقوة وسلطة الشعب، ونؤمن بالحكم للشعب ومن خلال الشعب ولصالح الشعب. فالمساواة هي الترجمة الدقيقة لمطلح حق الجميع في حكم الدولة» 
استمرت شبكة حكم الدولة (Isocracy Network Inc.)، بوصفها جمعية متكاملة في أستراليا، في هذا التقليد للحركة والاشتراكية التعاونية لكونها عضوًا في تحالف اليسار التحرري. ولقد كان هناك لفترة قصيرة اقتراح لإنشاء حزب حكم الدولة في كندا (النطاق السابق http://isocraticcanada.com), ولكن يبدو أن هذه المبادرة قد تلاشت.
أخيرًا يقدم اليوناني القبرصي كريس نيوفيتو رؤية أكثر تحفظًا من خلال كتاب أيزوقراطيا حيث كان يناصر توسعة الديمقراطية الليبرالية من خلال التصويت الإلكتروني الجماعي.